# Hu Jia
Hu Jia (cinese: 胡佳; pinyin: Hú Jiā; Pechino, 25 luglio 1973) è un attivista cinese, esponente del movimento per i diritti civili ed ecologista.

## Biografia
I genitori di Hu Jia studiarono all'università di Pechino e Tianjin e nel 1957 vennero condannati per le loro posizioni eterodosse in ambito politico. Da allora sono stati separati e mandati al confino fino al 1978. Hu Jia, laureatosi in Informatica nel 1996 all'università di Pechino, insieme ad altri suoi amici ha cominciato a contestare il governo cinese per l'errata educazione sanitaria impartita nelle province periferiche della Cina, fondando un'organizzazione indipendente per cercare di far fronte alla situazione di degrado in cui versavano milioni di cittadini. Contemporaneamente è entrato a far parte di organizzazioni ecologiste per la tutela ambientale.
Nel 2007 Hu Jia ha partecipato ad un dibattito in video conferenza con il Parlamento Europeo sullo stato dei diritti civili in Cina, criticando i provvedimenti restrittivi messi in atto in preparazione delle Olimpiadi.
Qualche giorno dopo Hu Jia è stato arrestato e quattro mesi dopo è stato condannato a una pena detentiva di tre anni e mezzo per aver cercato di "minare lo Stato cinese e il suo sistema politico socialista". La moglie e la figlia sono attualmente agli arresti domiciliari.
Il 26 giugno 2011 Hu Jia è stato rilasciato dal carcere dopo tre anni e mezzo di detenzione.
Nel dicembre del 2008 il Parlamento Europeo lo ha insignito del Premio Sakharov per la libertà di pensiero.